# DARDO

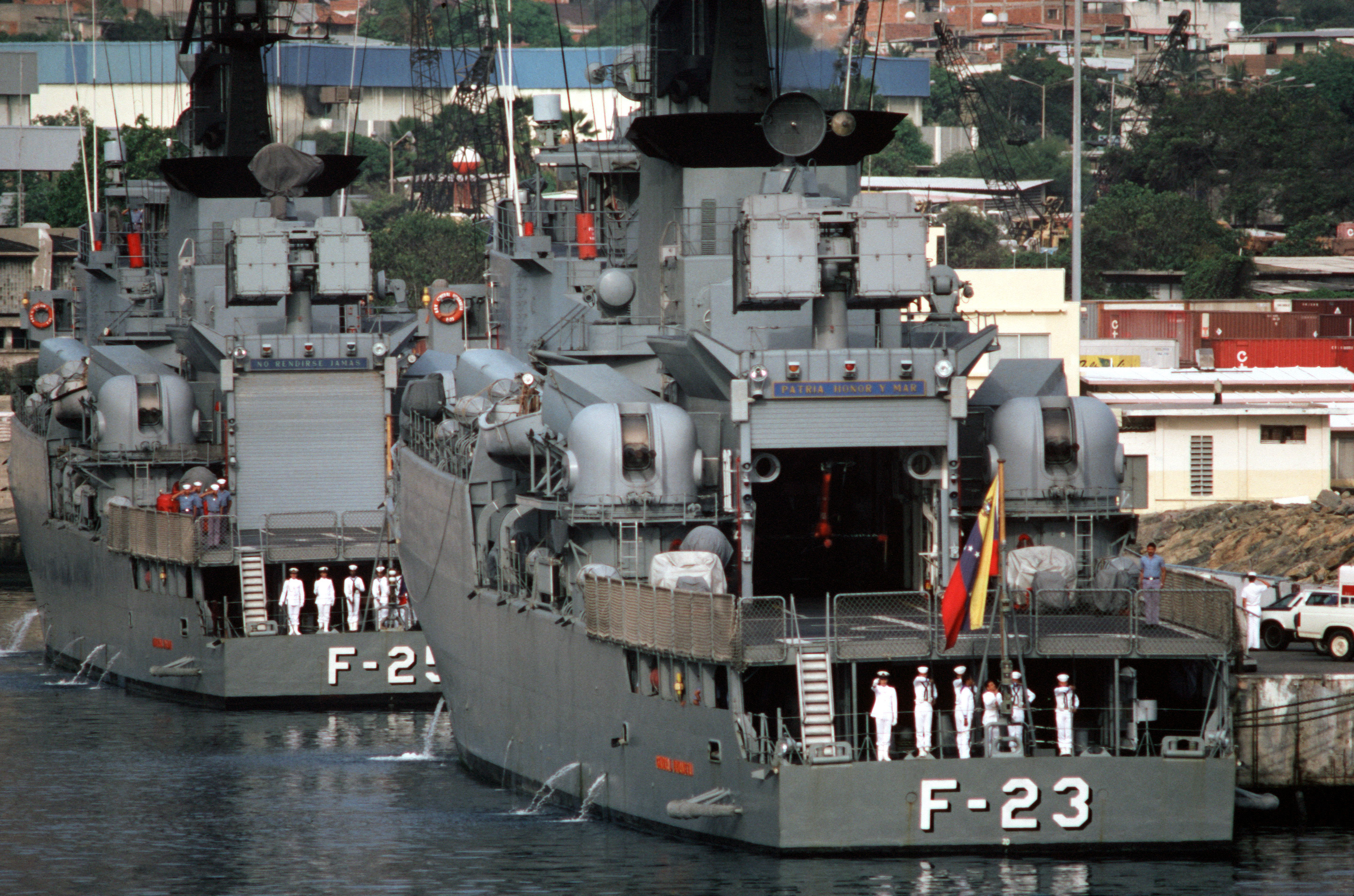
De DARDO-systemen zijn te zien op deze twee Venezolaanse fregatten anno 1984.

DARDO is een Italiaans nabijheidsverdedigingssysteem tegen voornamelijk antischeepsraketten, onbemande vliegtuigen en geleide raketten voor installatie op marineschepen. Het kan ook ingezet worden tegen vliegtuigen, vaartuigen, zeemijnen en landdoelwitten.
Het systeem wordt gemaakt door de Italiaanse bedrijven Breda, dat het kanon bouwt, en OTO Melara.
Het bestaat uit één of twee 40mm-Bofors-enkelloops-snelvuurkanonnen, een RTN-10X-vuurcontrole-radar en een RTN-20X-vuurcontrolesysteem.
Deze zijn ingebouwd in een 360° draaibare toren in twee versies:
- Type A met een 736 HE-patronenmagazijn over 2 dekken,
- Type B met een 444 HE-patronenmagazijn over 1 dek.

Een verbeterde versie, de Fast Forty, heeft een grotere vuursnelheid en een dubbel magazijn.
Eén met de gewone Hoogexplosieve (HE)-patronen en één met staafpenetratoren (APFSDS).
Dit systeem schakelt automatisch over op APFSDS-patronen als een doelwit op 1 km van het systeem geraakt.

## Gebruikers
- Argentijnse marine
- Bangladese marine
- Equadoriaanse marine
- Iraakse marine
- Italiaanse marine
- Zuid-Koreaanse marine
- Maleisische marine
- Peruviaanse marine
- Venezolaanse marine